# Mikel Kabikoitz Carrera Sarobe
Mikel Kabikoitz Carrera Sarobe, alias Ata, est un membre de l'organisation terroriste ETA qui a été condamné à une peine d'emprisonnement à perpétuité avec une période de sûreté de 22 ans pour le meurtre du brigadier Jean-Serge Nérin à Dammarie-les-Lys le 16 mars 2010. Ce meurtre faisait suite  à un vol à main armée commis avec d'autres membres de l'organisation terroriste. 

## Biographie
Les experts pensent que Sarobe dirigeait l'organisation depuis février 2010, à la suite de l'arrestation d'Ibon Gogesakoetxea Arronategi à Cahan dans l'Orne (Basse-Normandie) en compagnie de Beñat Aguinagalde Ugartemendia et José Lorenzo Ayestarán Legorburu. Cette direction était composée de Ibon Gogesakoetxea, frère d'Ibón, avec Eneko Gogeascoetxea, le vétéran José Luis Eciolaza Galán Dienteputo et Iratxe Sorzabal et Mikel Oroz, l'expert en explosifs. 
Mikel Kabikoitz Carrera Sarobe est soupçonné d'avoir participé à l'assassinat de cinq personnes. De plus, ce serait lui qui aurait loué la fourgonnette chargée d'explosifs interceptée par la garde civile à Zamora (Castille-et-León) le 9 janvier 2010. 

### Arrestation
Il est arrêté à Bayonne (Pyrénées-Atlantiques), le 20 mai 2010 à 6h 15 dans un appartement de la rue Sergent Marcel Duhau, avec son lieutenant, Arkaitz Agirregabiria, son remplaçant à la direction en cas de chute du premier selon le ministre Alfredo Pérez Rubalcaba. 
La troisième, détenue à Bayonne, est Maite Aranalde, qui était en fuite depuis qu'elle a été mise en liberté sous caution de 12 000 euros par le juge de l'Audience Nationale Eloy Velasco le lendemain qu'elle ait été livrée par la France à la suite d'une erreur judiciaire du Tribunal d'Appel de Paris. 
Le quatrième, Benoît Aramendi, est un membre légal (non fiché). Il est à l'origine de cette opération, car il a loué l'appartement aux membres du commando et celui qui se chargeait de leur approvisionnement. Concrètement, une conversation entre deux membres d'ETA et interceptée par le CNI a éveillé les soupçons des services de l'intelligence espagnole et ont permis la surveillance de ce dernier par la garde civile et la gendarmerie. Il a été arrêté dans la localité française d'Urrugne et il s'agit d'une "vieille connaissance" des policiers français et espagnols, comme l'a confirmé Rubalcaba, qui a expliqué que la surveillance à laquelle il était soumis a permis l'opération. Ses mouvements suspects depuis quelques jours pour transférer plusieurs personnes en adoptant d'importantes mesures de sécurité ont convaincu qu'il allait prendre part à un transfert d'étarres.
"Il s'agit d'une arrestation plus importante que celle de Txeroki", affirme le ministre espagnol Rubalcaba.

### Sources et bibliographie
- Jean Chalvidant, ETA : L'enquête, éd. Cheminements, coll. « Part de Vérité », octobre 2003, 426 p. (ISBN 978-2-84478-229-8)
- (es) José María Benegas, Diccionario de Terrorismo, Madrid, Espasa Calpe, coll. « Diccionario Espasa », novembre 2004, 920 p. (ISBN 978-84-670-1609-3)
- Jacques Massey, ETA : Histoire secrète d'une guerre de cent ans, Paris, Flammarion, coll. « EnQuête », février 2010, 386 p. (ISBN 978-2-08-120845-2)